# Cârțișoara
Cârțișoara is een Roemeense gemeente in het district Sibiu.

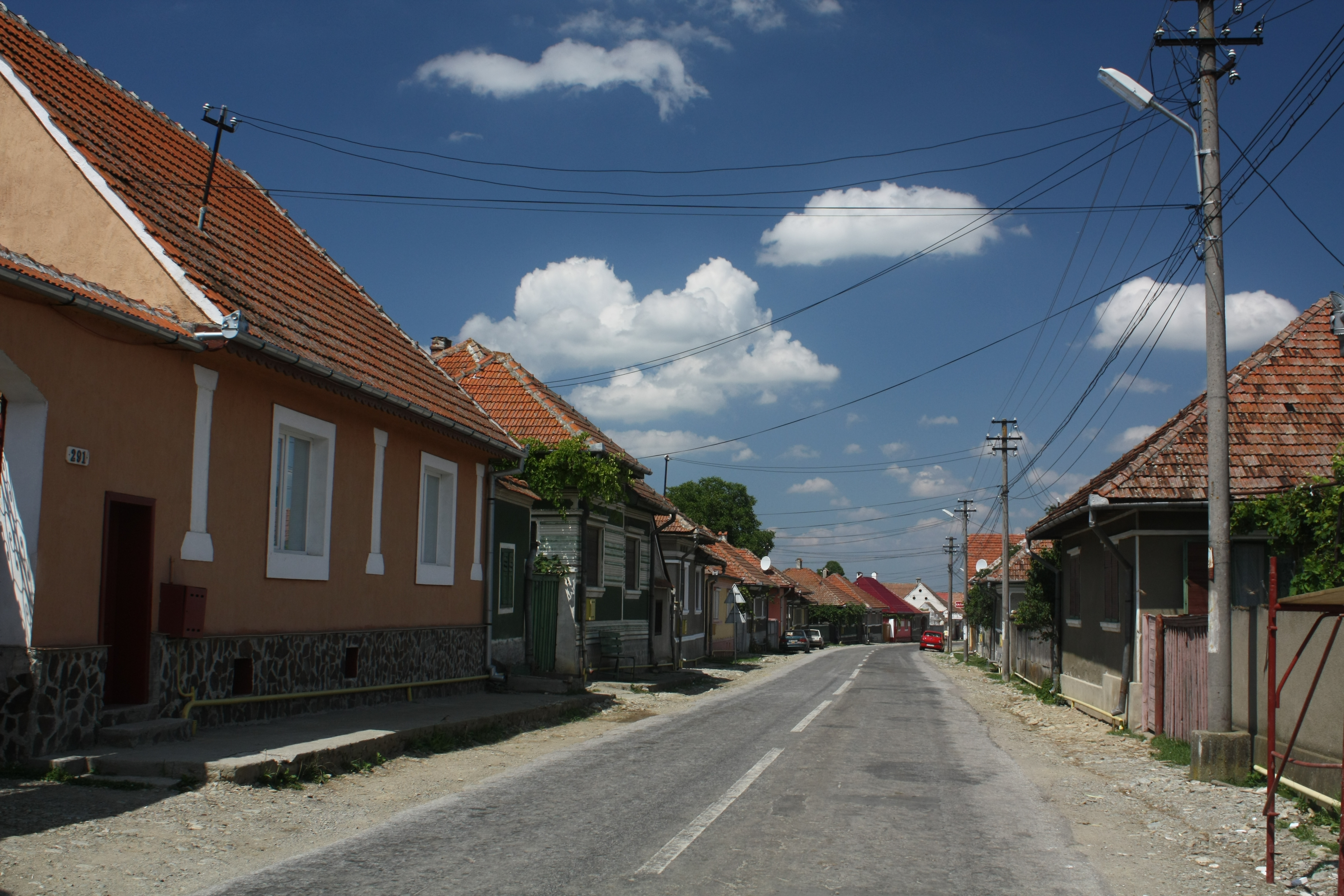
Cârțișoara

Cârțișoara telt 1201 inwoners.